# Долина (Шуменська область)
Долина́ (болг. Долина) — село в Шуменській області Болгарії. Входить до складу общини Каолиново.

## Населення
За даними перепису населення 2011 року у селі проживали 484 особи.
Національний склад населення села:
| Національність   | Кількість осіб | Відсоток |
| ---------------- | -------------- | -------- |
| турки            | 311            | 64,9 %   |
| цигани           | 157            | 32,8 %   |
| болгари          | 11             | 2,3 %    |
| інша             | 0              | 0 %      |
| не визначились   | 0              | 0 %      |
| Всього відповіли | 479            |          |

Розподіл населення за віком у 2011 році:
Динаміка населення: